# 祐椿尼
祐椿尼（ゆうちんに、生年不詳 - 天正6年7月15日（1578年8月28日））は、戦国時代の女性。遠江国引佐郡井伊谷の領主・井伊直盛の妻。

## 人物
駿河国主・今川氏の家臣である新野親矩の妹である。新野氏は今川家一門衆でありながら井伊氏と関わりが深く、兄・親矩の妻は井伊氏分家の奥山氏から迎えており、本領である城東郡新野村より井伊谷へと移住している。直盛との間には男子は生まれず、女子である次郎法師（井伊直虎）があった。
『引佐町史』による「伝記」及び「年譜」と天文13年（1544年）に直盛の叔父にあたる井伊直満・直義兄弟が今川氏によって誅殺される事件が起こる。今川氏に謀反を訴えた井伊家家老の小野政直（和泉守）は直満の子である井伊直親を殺害しようとしたが、直親は信濃国へと出奔して身を隠した。直盛夫妻は娘(井伊直虎)と直親とを婚約させていたが、この事件により娘は井伊氏の菩提寺・龍潭寺で出家し、僧侶・南渓瑞聞に井伊氏総領の名である備中次郎にちなんで「次郎法師」の名を与えられたという。天文23年に直親は井伊谷に戻ったが、直親は一門の奥山氏の娘を娶り、娘は僧籍から出なかった。
永禄3年（1560年）夫・直盛が桶狭間の戦いで戦死し、落飾する。
永禄5年には、小野政直の子の小野道好（但馬守）が直親の徳川氏への内通を今川氏に訴えたことで、直親は一子・虎松（井伊直政）を残し、今川氏家臣の朝比奈泰朝に掛川城付近で討たれた。この報を受け、「伝記」では祐椿尼は今川家中における井伊氏の後ろ盾であった兄・親矩邸に虎松を入れ、親矩の庇護下に置いたとし。「年譜」ではまず井伊谷長老・井伊直平の元に逃亡してのちに、親矩邸に移ったとしている。翌永禄6年には直平も、今川氏と家臣・国衆との争乱である「遠州忩劇」の戦中に没している。続いて永禄7年（1564年）あるいは永禄8年（1565年）今川氏による曳馬城攻撃に従軍していた井伊氏後見人の中野直由と、兄・親矩が戦死し、これにより井伊谷は無主状態に陥ってしまう。祐椿尼はここで南渓瑞聞と相談し、直親の遺児・直政を次期当主としつつ、娘の次郎法師を「井伊直虎」として井伊谷の地頭と定める事を決定した。

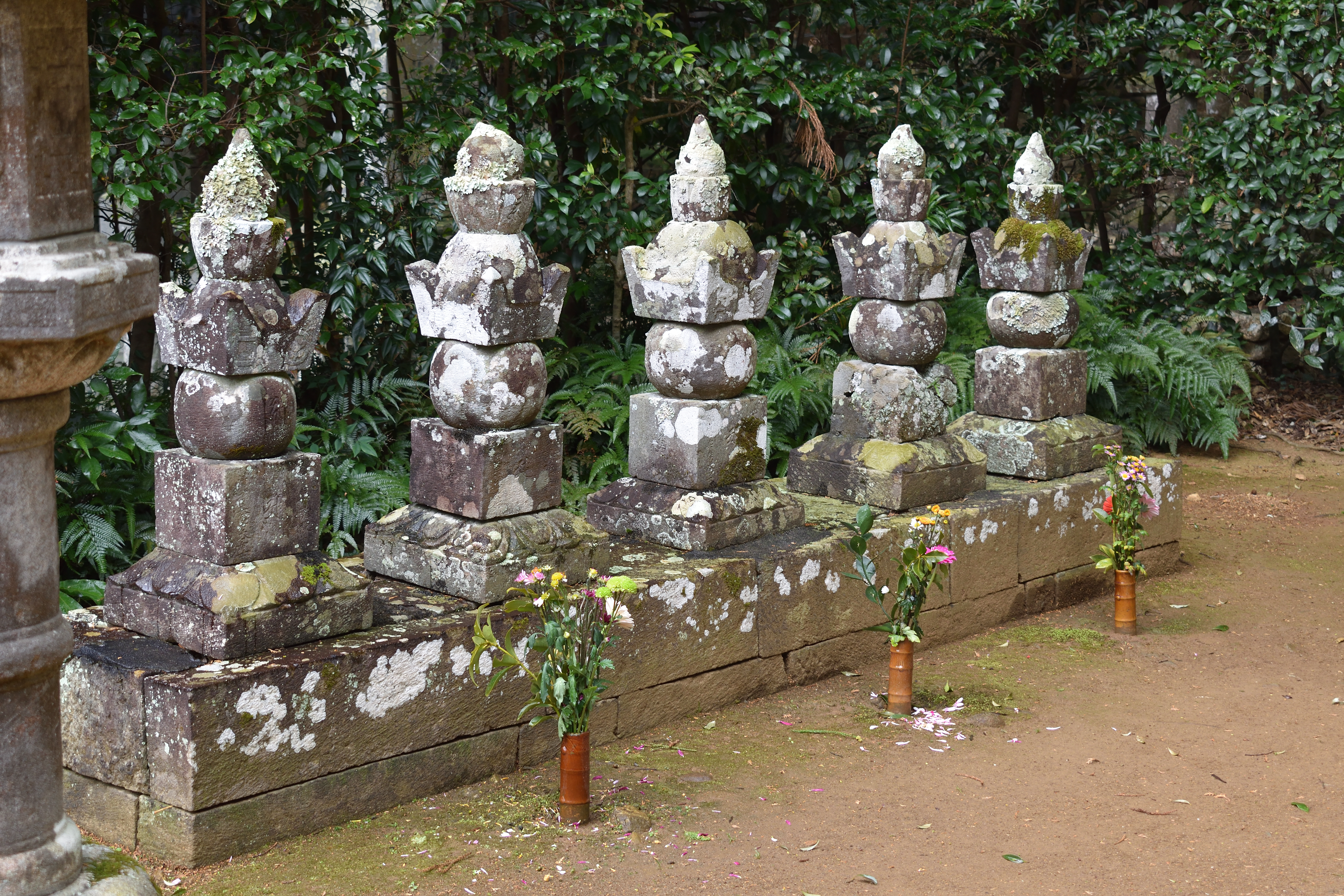
龍潭寺境内の井伊氏一族の墓。左から直政、ひよ（直親室）、直親、直虎、祐椿尼。

永禄11年（1568年）甲斐国の武田信玄が今川領に侵攻する。この時、井伊氏家老の小野道好は今川本拠の駿府にいたが、道好は直政を殺して井伊谷の軍権を握って今川軍に加勢しようと画策した。これに際し直政は三河国鳳来寺に逃れた。「年譜」では井伊谷にいた祐椿尼と直虎も逃れ、天正6年の頃には、松岳院という庵に移り住んでいた。後に松岳院は祐椿尼の菩提寺となった。天正6年（1578年）に没した。法名は松岳院殿寿窓祐椿大姉。

## 登場する作品
- おんな城主 直虎（2017年、NHK大河ドラマ、演：財前直見）
- 楠戸義昭『女城主・井伊直虎』（PHP研究所、2016年）